# Rugilė
Rugilė ist ein weiblicher Vorname. Die männliche Form ist Rugilis.

## Herkunft und Bedeutung
Rugilė stammt vom Wort rugys (dt. "Roggen") der litauischen Sprache.
Rugilė bedeutet „Kornblume“ (rugiagėlė).

## Namensträgerinnen
- Rugilė Andziukevičiūtė-Buzė (*  1984), Politikerin, Vizeministerin und stellvertretende Wirtschaftsministerin Litauens
- Rugilė Bartaševičiūtė (* 2001), Handballspielerin